# Minska oblast
Minska oblast (bjeloruski: Мі́нская во́бласць, ruski: Минская о́бласть) je jedna od sedam oblasti u Bjelorusiji. Administrativno središte oblasti je grad Minsk.

## Zemljopis
Minska oblast se nalazi u središnjoj Bjelorusiji.
Oblast je 2009. godine imala 1.454.000 stanovnika što je oko 15 % od ukupnoga bjeloruskoga stanovništva, površina oblasti je 40.800 km² što je 19,4 % od ukupnoga bjeloruskog teritorija, dok je prosječna gustoća naseljenosti 37 stan./km².
Susjedne oblasti Minske su na jugu Gomeljska, na zapadu je Brestska i Grodnenska, na sjeveru Vitebska oblast, na istoku Mogiljovska oblast, dok je u grad Minsk se nalazi u središtu oblasti.

### Gradovi
Glavni grad Minske oblasti je Minsk, iako se on ne računa pod oblast, nego je zasebna administrativna jedinica, dakle najveći oblasti je Borisov koji ima 150.400 stanovnika, drugi grad po broju stanovnika je Soligorsk koji ima 101.400 stanovnika, treći grad po veličini je Molodečno koje ima 98.514 stanovnika.

### Etnički sastav
Prema popisu stanovništva iz 1999. godine, najbrojniji narod oblasti su Bjelorusi kojih ima 86,6 %, Rusa ima 8,5 %, Ukrajinaca 2,4 %, a Poljaka 1,9 %.

## Administrativna podjela
Minska oblast dijeli se na 22 rajon, 22 grada, 307 naselja, 5248 sela, te osam gradova (municipija) koji imaju viši administrativni stupanj.

## Vanjske poveznice
- Službena stranica oblasti  Arhivirana inačica izvorne stranice od 21. studenoga 2019. (Wayback Machine)